# 裁かれるは善人のみ
『裁かれるは善人のみ』（さばかれるはぜんにんのみ、Левиафан）は、2014年のロシアのドラマ映画。
監督はアンドレイ・ズビャギンツェフ、出演はアレクセイ・セレブリャコフとエレナ・リャドワなど。

## ストーリー
小さな港町で自動車修理工場を営みながら妻子と暮らすコーリャは再開発のため、土地買収を画策する市長の権力に旧友の弁護士をモスクワから呼び、対抗する。

## キャスト
- コーリャ (ニコライ)・セルゲーエフ：アレクセイ・セレブリャコフ（ロシア語版）
- リリア：エレナ・リャドワ（ロシア語版）
- ディーマ (ドミトリー)・セレズニョフ：ウラジミール・ヴドヴィチェンコフ（ロシア語版）
- ヴァディム市長：ロマン・マディアノフ（ロシア語版）
- ロマ：セルゲイ・ポホダーエフ
- アンジェラ：アンナ・ウコロワ（ロシア語版）
- パーシャ：アレクセイ・ロズィン（ロシア語版）

## スタッフ
- 監督：アンドレイ・ズビャギンツェフ
- 脚本：アンドレイ・ズビャギンツェフ、オレグ・ネギン
- 製作：アレクサンドル・ロドニャンスキー、セルゲイ・メルクモフ、マリアナ・サルダーロワ、パーヴェル・ゴーリン
- 製作総指揮：エカテリーナ・マラークリナ
- 音楽：アンドレイ・デルガチェフ、フィリップ・グラス
- 撮影：ミハエル・クリチマン
- 編集：アンナ・マス
- キャスティング：エリナ・テルニャーエワ
- ヘアメイク：ガーリャ・ポノマリョワ
- 衣装：アンナ・バルトゥリ
- 美術：アンドレイ・ポンクラトフ
- 音響：アンドレイ・デルガチョフ

## 受賞とノミネート

### 受賞
- 第72回ゴールデングローブ賞 外国語映画賞
- 第67回カンヌ国際映画祭 脚本賞
- 第58回ロンドン映画祭 最優秀作品賞
- 第28回ニカ賞 主演女優賞・助演男優賞
- 第45回インド国際映画祭 最優秀作品賞・主演男優賞
- 第18回ロシア映画批評家協会賞 最優秀作品賞・監督賞・脚本賞・主演女優賞・主演男優賞・助演男優賞
- 第21回パリック国際映画祭 ゴールデンタワー最優秀作品賞
- 第17回ポーランド映画賞 最優秀ヨーロッパ賞
- 第32回ミュンヘン国際映画祭 国際映画賞
- 第35回ロンドン映画批評家協会賞 外国語映画賞
- 第38回サンパウロ国際映画祭 批評家賞
- 第8回アブダビ国際映画祭 最優秀作品賞・主演男優賞
- 第8回アジア太平洋映画賞 最優秀作品賞
- 第26回パームスプリングス国際映画祭 国際批評家連盟賞・外国語映画賞
- 第11回セビリア・ヨーロッパ映画祭 撮影賞
- 第2回ウランバートル国際映画祭 観客賞
- 第30回ハイファ国際映画祭 未来の映画作家賞
- 第22回カメリマージュ国際映画祭 最優秀賞
- 第43回ノルウェー国際映画祭 外国語映画賞

### ノミネート
- 第87回アカデミー賞 外国語映画賞